# تمیسکمینگ شورس
تمیسکمینگ شورس (به انگلیسی: Temiskaming Shores) یک منطقهٔ مسکونی در کانادا است که در بخش تیمیسکیمینگ واقع شده‌است. تمیسکمینگ شورس ۹٬۹۲۰ نفر جمعیت دارد و ۳۴۷٫۵ متر بالاتر از سطح دریا واقع شده‌است.